# Wiedergeburt (bulgarische Partei)
Wiedergeburt (bulgarisch Възраждане Wasraschdane) ist eine nationalistische, rechtsextreme, pro-russische und populistische politische Partei in Bulgarien, die im August 2014 gegründet wurde. Ihr Vorsitzender ist Kostadin Kostadinow.

## Programm und Positionen
Wiedergeburt kritisiert die im Zuge der COVID-19-Pandemie in Bulgarien von der Regierung getroffenen Maßnahmen und initiierte im Januar 2022 eine Demonstration gegen die Impfpolitik, in deren Verlauf es zu einem Versuch der Demonstranten kam, das Parlament zu stürmen. Ebenfalls beteiligten sich Parteianhänger wiederholt an Protesten gegen die Beteiligung Bulgariens an der NATO-geführten Unterstützung der Ukraine im Zuge des russischen Überfalls 2022 und solidarisierten sich durch „Z“-Symbole mit Russland.
Im Zuge der gestiegenen Inflation, geschuldet dem Anstieg der Nahrungsmittel- und Energiepreise in Folge des Russlandfeldzugs in der Ukraine, sprach sich Wiedergeburt gegen die Einführung des Euro aus. Sie begründete dies mit einer dadurch zusätzlich zu erwartenden Teuerungsrate und sprach sich für ein unabhängiges Bulgarien mit eigenständiger Währung aus. Dabei wird ausgeblendet, dass sich Bulgarien seit der politischen und wirtschaftlichen Krise während der Regierung von Schan Widenow Ende der 1990er (siehe Geschichte Bulgariens) in einem Currency Board befindet und der Bulgarische Lew an den Euro und somit die bulgarische Währungspolitik an diejenige der EZB bereits fest gekoppelt sind. Ein Referendum gegen den Euro wurde vom bulgarischen Verfassungsgericht bereits abgelehnt.
Im Mai 2023 bewarfen Mitglieder der Partei das Gebäude der Vertretung der Europäischen Kommission in Sofia und des Präsidiums des Europäischen Parlaments mit Farbe. Im Juni 2023 störten Mitglieder der Partei in mehreren Städten die Vorführung des Films Close.
Bei einer Pressekonferenz ließ der Parteivorsitzende ihm unliebsame Medienvertreter entfernen. Er wurde von der Ukraine mit einem Einreiseverbot belegt, weil er von dieser der Spionage für Russland bezichtigt wird. Der Abgeordnete Emil Jankow drohte damit, politische Gegner in das frühere Arbeitslager Belene zu sperren.

## Führung
- Kostadin Kostadinow – Vorsitzender
- Welislaw Christow – Vizepräsident
- Petar Petrow – Vizepräsident
- Tsontscho Ganew – Vizepräsident
- Nikolaj Drentschew – Sekretär

## Wahlen
| Jahr | Wahl                         | Stimmenanteil | Sitze  |
| ---- | ---------------------------- | ------------- | ------ |
| 2017 | Parlamentswahl 2017          | 1,08 %        | 0/240  |
| 2019 | Europawahl 2019              | 1,04 %        | 0/17   |
| 2021 | Parlamentswahl April 2021    | 2,41 %        | 0/240  |
| 2021 | Parlamentswahl Juli 2021     | 2,97 %        | 0/240  |
| 2021 | Parlamentswahl November 2021 | 4,86 %        | 13/240 |
| 2022 | Parlamentswahl 2022          | 10,17 %       | 27/240 |
| 2023 | Parlamentswahl 2023          | 14,15 %       | 37/240 |
| 2024 | Europawahl 2024              | 14,4 %        | 3/17   |
| 2024 | Parlamentswahl Juni 2024     | 13,78 %       | 38/240 |
| 2024 | Parlamentswahl Oktober 2024  | 13,4 %        | 35/240 |